# QMOS
| Sigles de 2 caractères   |
| Sigles de 3 caractères   |
| ► Sigles de 4 caractères |
| Sigles de 5 caractères   |
| Sigles de 6 caractères   |
| Sigles de 7 caractères   |
| Sigles de 8 caractères   |

QMOS est un sigle qui signifie : Qualification de Mode Opératoire de Soudage. Qualification par un organisme tiers de la validité des paramètres de soudage, les échantillons sont soudés devant un inspecteur puis envoyés à un laboratoire pour être soumis à des tests (dureté, macroscopie, traction, pliage…) afin de valider le mode opératoire qui servira ensuite pour réaliser des DMOS.